# Nacionalismo tamil
El nacionalismo tamil es una fuerte aspiración de algunos tamiles de establecer la tradicional patria tamil en partes de India y Sri Lanka como naciones autónomas.
El estado indio de Tamil Nadu y la región srilanquesa de Tamil Eelam son consideradas las tierras tradicionales del pueblo tamil. El nacionalismo tamil está enraizado en una identidad forjada por la lengua tamil. Ideológicamente, trata de preservar y modernizar la lengua y la cultura tamiles, unir a los tamiles de fuera de las fronteras, la emancipación y autonomía de las mujeres tamiles, mejorar la situación económica de los tamiles y establecer con seguridad la identidad tamil en un mundo globalizado.
Con el fin de alcanzar los objetivos nacionalistas, los nacionalistas tamiles quieren la autonomía en Tamil Eelam y Tamil Nadu.